# Michael Gier
Michael Gier (Goldach, 19 juli 1967) is een Zwitsers roeier. Gier debuteerde op het Wereldkampioenschappen roeien 1990 in de lichte dubbel-vier. Vanaf Wereldkampioenschappen roeien 1991 roeide hij in de lichte dubbel-vier samen met zijn jongere broer Markus Gier. Gier haalde met zijn broer voor het eerst een bronzen medaille tijdens de Wereldkampioenschappen roeien 1992 voor niet Olympische disciplines. Na tijdens de Wereldkampioenschappen roeien 1993 en 1994 behaalde podiumplaatsen wonnen Gier en zijn broer de wereldtitel in de lichte dubbel-twee op de Wereldkampioenschappen roeien 1995. Gier behaalde samen met zijn broer zijn grootste succes met het winnen van Olympische goud tijdens de Olympische Zomerspelen 1996 in Atlanta. Na afloop van de Olympische Zomerspelen 2000 stopte Gier met roeien.

## Resultaten
- Wereldkampioenschappen roeien 1990 in Barrington 6e lichte dubbel-vier
- Wereldkampioenschappen roeien 1991 in Wenen 4e lichte dubbel-twee
- Wereldkampioenschappen roeien 1992 in Montreal  lichte dubbel-twee
- Wereldkampioenschappen roeien 1993 in Račice  lichte dubbel-twee
- Wereldkampioenschappen roeien 1994 in Indianapolis  lichte dubbel-twee
- Wereldkampioenschappen roeien 1995 in Tampere  lichte dubbel-twee
- Olympische Zomerspelen 1996 in Atlanta  in de lichte dubbel-twee
- Wereldkampioenschappen roeien 1997 in Aiguebelette-le-Lac 4e lichte dubbel-twee
- Wereldkampioenschappen roeien 1998 in St. Catharines 4e lichte dubbel-twee
- Olympische Zomerspelen 2000 in Sydney 5e in de lichte dubbel-twee

1996: Michael Gier & Markus Gier ·
2000: Tomasz Kucharski & Robert Sycz ·
2004: Tomasz Kucharski & Robert Sycz ·
2008: Mark Hunter & Zac Purchase ·
2012: Mads Rasmussen & Rasmus Quist ·
2016: Jérémie Azou & Pierre Houin ·
2020: Fintan McCarthy & Paul O'Donovan ·
2024: Fintan McCarthy & Paul O'Donovan